# Liboussou
Liboussou är ett arrondissement i kommunen Ségbana i Benin. Den hade 8 405 invånare år 2002.